# ملعب الأدرياتيكو
استاد الأدرياتيكو أو استاد جيوفاني كورناتشيو ملعب كرة قدم يقع في مدينة بسكارا الإيطالية . يعتبر الملعب الرئيسي لنادي بيسكارا . افتتح الملعب في سنة 1955 ويتسع لحضور 10000 متفرج. و أعيد ترميمه في 2009 ليتسع لحضور 24,400 متفرج. احتضن الملعب ألعاب أولمبية صيفية 1960 و ألعاب البحر الأبيض المتوسط 2009.
تم إطلاق اسم استاد جيوفاني كورناتشيو على الملعب تيمناً بالبطل الأولمبي الإيطالي المولود في بسكارا.